# Kiteretsu Daihyakka: Chōjikū Sugoroku
Kiteretsu Daihyakka: Chōjikū Sugoroku (キテレツ大百科 超時空すごろく Space-time super sugoroku Encyclopedia KITERETSU) là một trò chơi điện tử trên hệ máy Super Famicom cho từ 1 đến 4 người chơi dựa trên bộ truyện tranh và phim hoạt hình Cuốn từ điển kì bí.

## Các chặng
- Thời tiền sử
- Thời hiện đại (1995)
- Thời phong kiến Nhật Bản
- Đầu thế kỉ 20
- Ai Cập cổ đại
- châu Âu thời trung cổ